# RK Senj
Rukometni klub Senj (RK Senj; Senj) je muški rukometni klub iz Senja, Ličko-senjska županija. U sezoni 2018./19. klub se natječe u 1. HRL – Jug.

## O klubu
U Senju je prva rukometna utakmica odigrana 1951. godine. Rukometni klub "Senj" je snovan 1956. godine. U Senju je Općinski rukometni odbor osnovan 1965. godine. Do raspada SFRJ, klub je veće uspjehe postizao u 1980.-ima, kada se uspješno natjecao u Hrvatskoj regionalnoj ligi – Zapad, odnosno Primorsko-istarskoj regionalnoj ligi. 
 
Po osamostaljenju Hrvatske, klub se uglavnom natjecao u 2. HRL – Zapad. Osvajaju je u sezoni 2001./02. i sudjeluju u kvalifikacijama za tadašnju Prvu hrvatsku ligu, ali ne prolaze u najviši rang. 
 Od sezone 2009./10. do 2012./13. su sudionici 1. HRL, a otad se ponovno natječu u 2. HRL – Zapad. Za vrijeme igranja u 1. HRL klub je nosio sponzorski naziv " Senj-Wallenborn". 

## Uspjesi
2. HRL – Zapad
- prvak: 2001./02., 2008./09., 2023./24.

## Unutrašnje poveznice
- Senj
- ŽRK Senia Senj

## Vanjske poveznice
- Rukometni klub Senj, facebook stranica
- furkisport.hr/hrs, Senj, rezultati po sezonama
- sportilus.com, Rukometni klub Senj